# Варец, Домна Ивановна
Домна Ивановна Варец (14 января 1909, дер. Княжеводцы, Мостовский район (Гродненская область) — 16 ноября 2001) — Герой Социалистического Труда (1966).

## Трудовая деятельность
Батрачка в хозяйствах помещиков, колхозница в селе Рогозница Гродненской области, на оккупированной территории, в 1945—1969 гг. — телятница колхоза имени Адама Мицкевича Мостовского района. Звание Героя Социалистического Труда присвоено за успехи в развитии животноводства, увеличение производительности и показателей сельскохозяйственного производства